# Mormonia epione
Mormonia epione là một loài bướm đêm trong họ Noctuidae.